# モルヌ・トロワ・ピトン国立公園

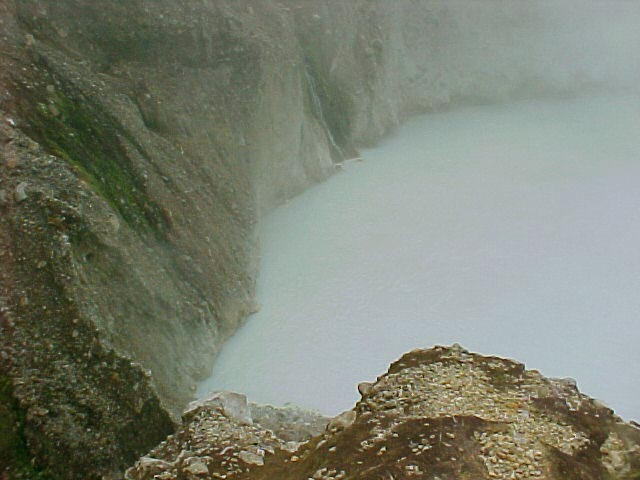
温泉湖

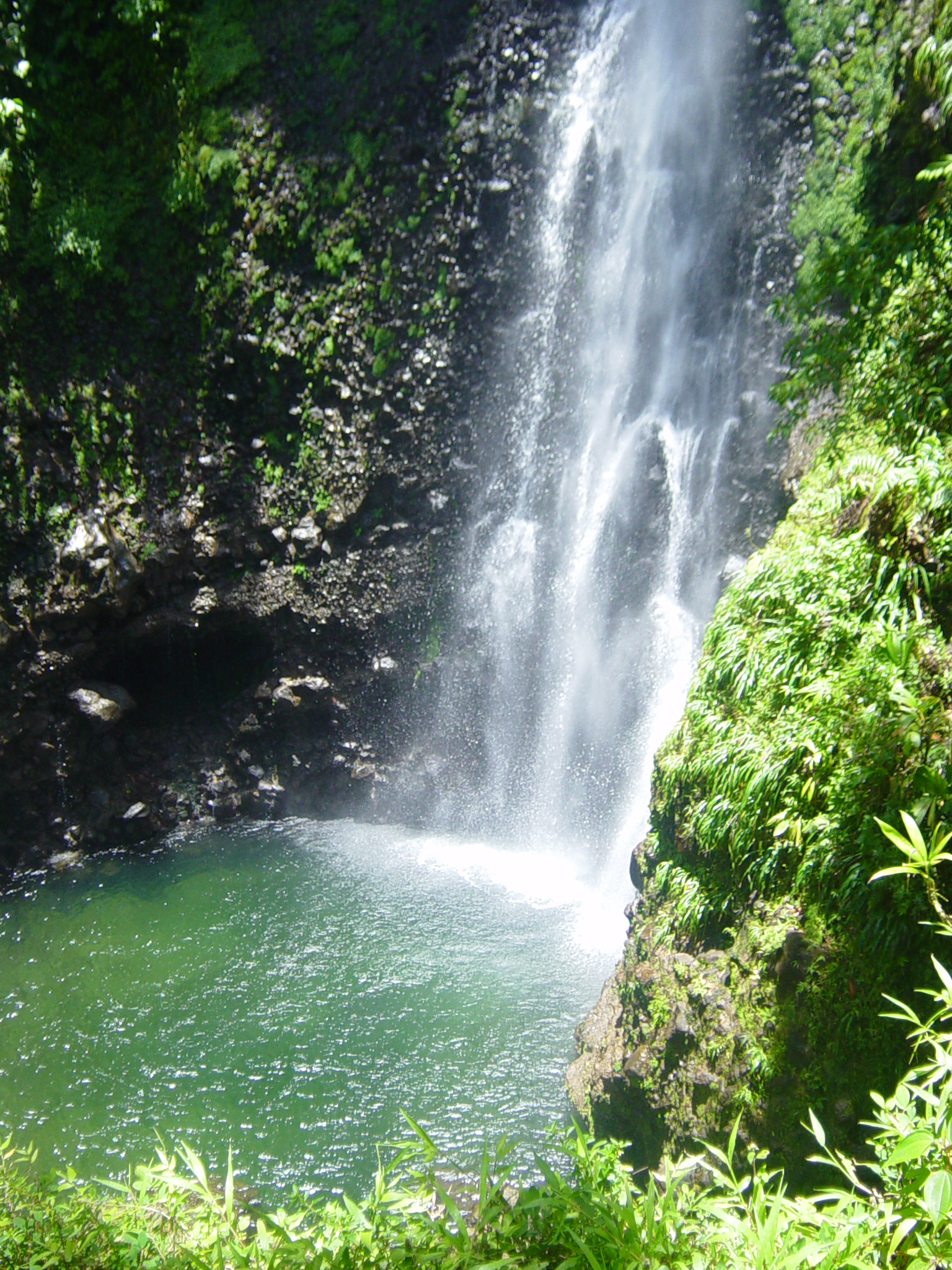
ミドルハム・フォールズ

モルヌ・トロワ・ピトン国立公園は、カリブ海・小アンティル諸島に浮かぶ島国、ドミニカ国の首都ロゾーにある国立公園である。1997年にドミニカ国で最初に世界遺産リストに登録された。かつてはモゥーン・トワ・ピトン国立公園と表記する文献もあった。
イギリス領だったドミニカ島は1978年にドミニカ国として独立したが、モルヌ・トロワ・ピトン国立公園はそれも早い1975年に国立公園に指定されている。
モルヌ・トロワ・ピトン国立公園はドミニカ島の南部にあるトロワ・ピトン山を中心とした熱帯雨林の火山地帯からなり、総面積は約70km2にも及ぶ。この国立公園内には、標高1,342mのトロワ・ピトン山を含めた5つの火山がある。火山特有の荒涼地の中に、約50近くの噴気孔と温泉湖があり、特に崖に囲まれた湯温が約95℃のボイリング湖もある。熱帯雨林、雲霧林、高山の矮林などの5種類の森林や透明度が高く神秘的な湖など、豊かな自然が残っている。
ハチドリやアマツバメ、ハト、オウム目（同国の国鳥であるミカドボウシインコとアカノドボウシインコの2種類のインコは保護条令があるにもかかわらず絶滅の危険性がある）など175種の鳥類、そして世界最大のカブトムシであるヘラクレスオオカブトムシや、ナナフシなどの昆虫も数多く生息している。ただし、オポッサム、アグーチ、ノネコ、ブタ、ネズミなどの外来種の侵入は生態系への脅威となっている。

## 登録基準
この世界遺産は世界遺産登録基準のうち、以下の条件を満たし、登録された（以下の基準は世界遺産センター公表の登録基準からの翻訳、引用である）。
- (8) 地球の歴史上の主要な段階を示す顕著な見本であるもの。これには生物の記録、地形の発達における重要な地学的進行過程、重要な地形的特性、自然地理的特性などが含まれる。
- (10) 生物多様性の本来的保全にとって、もっとも重要かつ意義深い自然生息地を含んでいるもの。これには科学上または保全上の観点から、すぐれて普遍的価値を持つ絶滅の恐れのある種の生息地などが含まれる。

## 表記
この国立公園については、いくつかの表記の揺れがある。
- モーン・トロワ・ピトンズ国立公園 - 日本ユネスコ協会連盟[4]
- トワ・ピトン山国立公園 - 古田陽久 古田真美[5]
- モーン・トロワ・ピトン国立公園 - 世界遺産関連の複数の文献[6]